# 松川周次郎
松川 周次郎（まつかわ しゅうじろう、1941年4月22日 - ）は、元競輪選手。香川県出身。日本競輪学校第13期卒業。現役時は日本競輪選手会香川支部に所属。
実姉の松川光子も元競輪選手である。

## 戦績
日本競輪学校には第13期生として入学し、高原永伍、平間誠記らの同期にあたる。
デビュー後は打鐘（残り1周半）からの「早逃げ」で名を馳せ、次第に同県の先輩である吉田実や四国勢の先導役としてトップクラスでの活躍を見せるようになった。1962年の第19回全国都道府県選抜競輪（門司競輪場）の2000m競走では優勝を果たしており、同大会同距離種目最後の優勝者となる。
同じ先行型で同期の高原とはライバル関係にあり「東の高原、西の松川」という言われ方をされたこともある。タイトル獲得は松川のほうが先んじて達成したが1冠だけにとどまり、高原が1963年以降タイトルを量産し始めると松川の影は薄くなっていったが、それでも松川は1965年まで特別競輪の決勝に顔を出し続けていた。
しかし選手生活の晩年に落車で腰を痛めたことから現役続行を断念し、1976年8月7日に選手登録を消除し引退した。なお引退後は自営業に就いている。